# Ivan Zajec
Ivan Zajec  (Ljubljana, 15. srpnja 1869. – Ljubljana, 30. srpnja 1952.) bio je slovenski klasicistički kipar.

## Životopis
Zajec je rođen u obitelji prvog slovenskog akademski obrazovanog kipara Franca Ksavera Zajeca. U Ljubljani je pohađao osnovnu školu  (1876. – 1882.) i dvogodišnju večernju građevinsku školu, istovremeno je pomagao ocu u njegovu ateljeu, tako da je savladao tajne kiparskog zanata; klesanje, lijevanje, cizeliranje. Školovanje je morao prekinuti, nakon što mu je otac teško obolio i umro 1888. No uz materijalnu pomoć rođakinje iz Krškog otišao je na studij kiparstva u Beč. isprva polazivši Obrtnu školu, odjel kiparstva 1888. – 1893. Nakon toga upisao je kiparstvo na bečkoj Akademiji u klasi profesora Carla Kundmanna (1893. – 1896.). 
Već u toku studija skrenuo je pažnju na sebe svojom skulpturom Prestrašeni satir (1894. za koju je dobio Fügerovu medalju za kiparstvo
Nakon studija ostao je raditi u Beču dvije godine u ateljeu kipara T. Friedla.
Godinu 1899. proveo je na putovanju po Italiji, te iste godine otvorio je vlastiti atelje u Beču, koji se uglavnom bavio primijenjenom plastikom. Te iste godine pobijedio je na javnom natječaju za spomenik Franca Prešerena u Ljubljani, koji je radio do 1905. kad je svečano otkriven.
Nakon povratka 1909. u Ljubljanu, shvatio je da u njoj nema posla te se zbog toga preselio 1912. u Trst te potom 1913. u Rim, tu je jedno vrijeme radio kao pomoćnik u ateljeu Ivana Meštrovića. Ratne godine 1915. – 1918. je proveo u internaciji na Sardiniji. Po završetku Prvog svjetskog rata vraća se u Ljubljanu i radi manje plastike. Od 1920. je nastavnik (modeliranje i kiparstvo) na Tehničkoj srednjoj školi, a od 1927. radi kao honorarni predavač modeliranja na odsjeku za arhitekturu ljubljanskog Tehničkog fakulteta. U mirovini je od 1940., pred sam kraj života,- 1950. dobio je najveću slovensku nagradu za životno djelo - Prešernovu nagradu.

## Najzačajniji radovi
- Prestrašeni satir  (1892)
- Adam i Eva (1896.)
- Visoki reljef na fasadi crkve sv. Jakoba , Ljubljana (1897.)
- Prešernov spomenik , Ljubljana (1899. – 1905.)
- Reljef na grobnici obitelji Majdič ,  Kranj (1909.)
- Kentaur i Lapit  (1927.)
- Žena, Muzika, Filozofija i Politika  u zgradi Narodne skupštine, Beograd (1925.)

## Zanimljivosti
- Zajec je nastupio za tadašnju Kraljevinu Jugoslaviju na VIII. Olimpijskim igrama - Pariz 1924, kao sudionik u umjetničkom oblikovanju. Sa svojih 54 godine bio je najstariji olimpijac koji je ikad nastupio za Jugoslaviju.[3]

## Vanjske poveznice
- Ivan Zajec na portalu Slovenski biografski Leksikon[neaktivna poveznica]